# Musique pour Supermarché
Musique pour Supermarché (titolo inglese Music for Supermarkets) è il quinto album in studio del musicista francese Jean-Michel Jarre, pubblicato nel 1983.
Dell'album venne pubblicata una sola copia e ne vennero distrutte deliberatamente tutte le registrazioni presso l'Hôtel Drouot di Parigi. Jarre trasmise una sola volta l'intero Musique pour Supermarché presso la sede parigina di Radio Luxembourg, incitando gli ascoltatori a piratarlo. 

## Antefatti

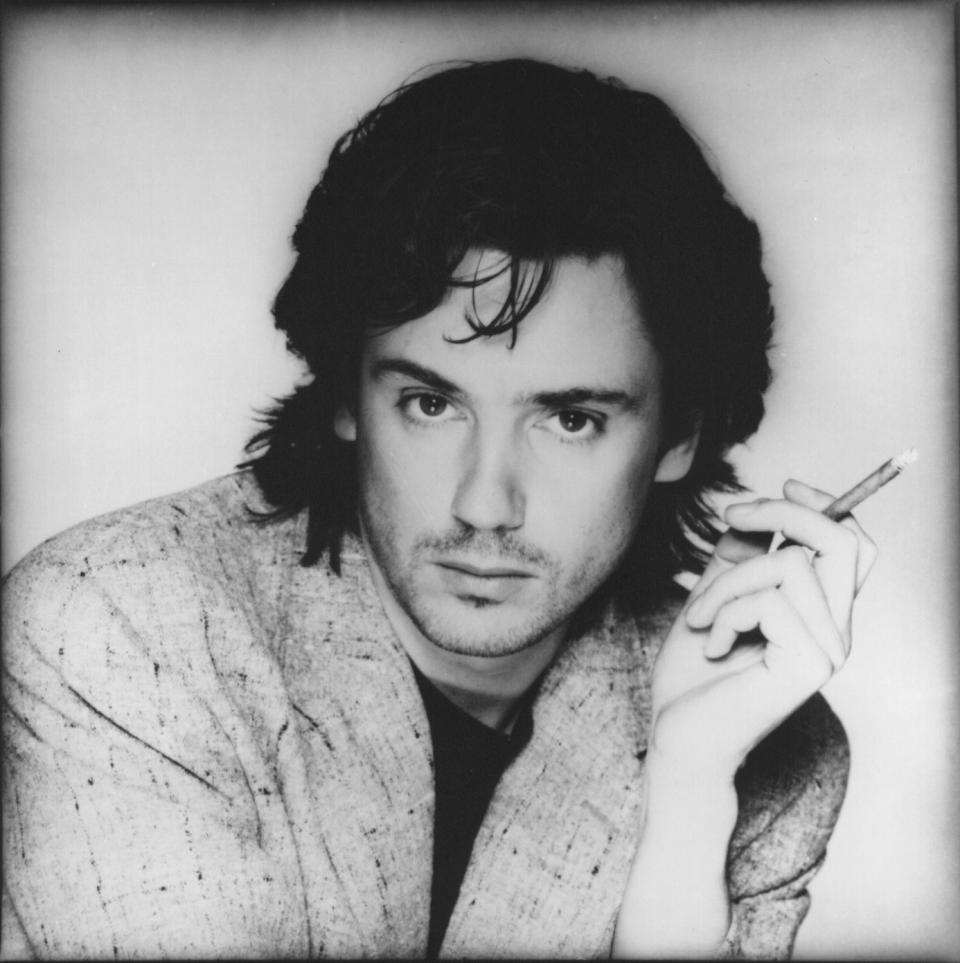
Jean-Michel Jarre (1986)

Quando pubblicò Musique pour Supermarché, Jarre era divenuto una celebrità della musica elettronica grazie agli album Oxygène (1976) ed Équinoxe (1978). A confermare la notorietà da lui raggiunta vi fu la presenza di centinaia di migliaia di persone durante il concerto che tenne il 14 luglio 1979 a Place de la Concorde. Fu anche il primo artista occidentale a tenere una tournée nella Cina maoista; testimonianze di quei concerti sono raccolte in Les Concerts en Chine (1981).

## Concezione e registrazione
Nel 1983, alcuni artisti emergenti e amici del compositore gli chiesero di comporre la colonna sonora per una mostra sul tema del supermercato conosciuta come Orrimbe Show. Egli accettò e registrò, tra febbraio e maggio 1983 nella sua casa vicino a Parigi, una serie di tracce destinate a quella mostra tenutasi dal 2 al 30 giugno 1983. Nel frattempo, ispirato da questa esperienza, decise di pubblicare un album che, attenendosi al concetto di "unicità" delle opere d'arte, fosse destinato a una sola persona. Si dichiarò intenzionato anche a distruggere i master originali di tale registrazione.

Stando a quanto dichiarò:
Nel booklet del disco sono raffigurate 11 foto che ritraggono passo per passo l'elaborazione del disco e uno slot vuoto dove il suo proprietario avrebbe dovuto mettere la propria foto.
Pochi sono coloro che hanno descritto Musique pour Supermarché. Uscito in formato 33 giri, contiene le tracce originariamente composte per l'Orrimbe Show, dura all'incirca mezz'ora ed è stato eseguito utilizzando un sintetizzatore Fairlight. Piero Scaruffi riporta che si tratta «un album di musica "ambientale" alla Brian Eno».

## Pubblicazione

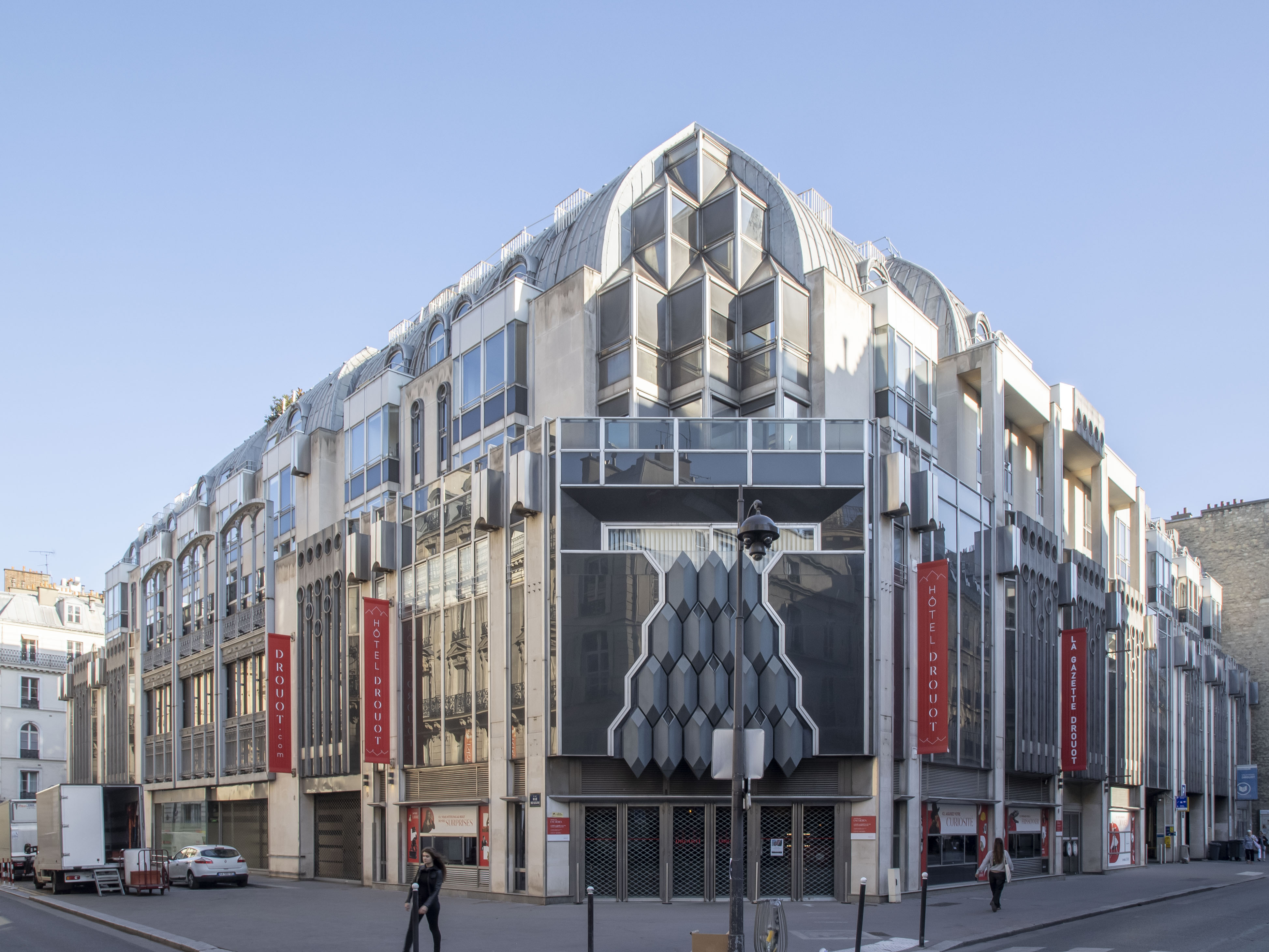
L'Hôtel Drouot

Il leader della Dreyfus Records Francis Dreyfus accettò di pubblicare l'album e permise al suo creatore di distruggere le registrazioni originali. Stando alle parole di Jarre, l'iniziativa aveva "scioccato" gli altri presidenti delle case discografiche. Il tempo e le energie spese dall'autore per  registrare Musique pour Supermarché furono uguali a quelle necessarie per la realizzazione di qualsiasi altro suo album.
Il 6 luglio 1983, presso l'Hôtel Drouot di Parigi, vennero inceneriti i master delle registrazioni di Musique pour Supermarché e si tenne un'asta di beneficenza nel corso della quale vennero venduti tutti gli oggetti esposti nella suddetta mostra più l'unica copia esistente dell'album. Il proprietario dell'album rimase dapprima anonimo, ma più tardi venne rivelato che si trattava di un tale "M. Gerard", risvegliatosi da un coma dopo aver ascoltato Souvenir de Chine. L'album costò a Gerard 69.000 franchi.
Poche ore dopo, Jarre si recò nella sede di Radio Luxembourg e trasmise il disco per una sola volta. Sebbene Jarre avesse incitato gli ascoltatori a piratare il disco (disse, ridendo, «Piratez-moi!»), i fan rimasero spiazzati dalla sua iniziativa.
Stando a quanto asserisce Jarre nel suo sito ufficiale, immediatamente dopo la sua pubblicazione, Musique pour Supermarché diventò uno degli album più costosi e richiesti della storia della musica.
Sebbene oggi esistano solo registrazioni bootleg che ci permettono di ascoltare l'album con una qualità d'audio mediocre (Radio Luxembourg trasmetteva in onde medie e quindi in mono), alcune parti dell'album si possono sentire nelle pubblicazioni successive di Jarre. La quinta e la settima parte Musique pour Supermarché sono contenute nel successivo disco Zoolook (1984). Analogamente, la terza parte del disco è stata usata nel terzo movimento di Rendez-Vous (1986). Un estratto di due minuti di una demo dell'album si può anche sentire nella compilation Planet Jarre: 50 Years of Music, pubblicata dall'artista francese nel 2018.

## Tracce
Musiche di Jean-Michel Jarre.
1. Intro to Side A – 0:51
2. Musique pour Supermarché (Part 1) – 4:09
3. Musique pour Supermarché (Part 2) – 2:18
4. Musique pour Supermarché (Part 3) – 3:29
5. Musique pour Supermarché (Part 4) – 2:17
6. Musique pour Supermarché (Part 5) – 3:52
7. Intro to Side B – 0:18
8. Musique pour Supermarché (Part 6) – 5:53
9. Musique pour Supermarché (Part 7) – 3:59
10. Musique pour Supermarché (Part 8) – 3:51